# Przyrząd do odkażania uzbrojenia DK-1
Przyrząd do odkażania uzbrojenia DK-1 – zestaw chemiczny produkcji radzieckiej przeznaczony do odkażania uzbrojenia i sprzętu płynnym odkażalnikiem. Wykorzystywany między innymi przez pododdziały wojsk chemicznych ludowego Wojska Polskiego.

## Charakterystyka  DK-1
Przyrząd do odkażania uzbrojenia DK-1 był przewożony na samochodzie, bądź też na wozach konnych lub saniach, a rozwijano go na placu odkażania uzbrojenia. Możliwe było zorganizowanie jednocześnie do pięciu stanowisk roboczych.
Dane taktyczno-techniczne
- masa skrzyni – 150 do 180 kg
- wymiary:
  - długość – 105 cm
  - szerokość – 92,5 cm
  - wysokość – 70 cm
- wydajność pompy – 20 do 22 dm³/min.

## Budowa DK-1
Skład przyrządu
- drewniana skrzynia;

w skrzyni oprócz pompy i węży mieściły się wanienki i wiadra, buty i rękawice gumowe oraz fartuchy i płaszcze ochronne
- ręczna pompa wraz z kolektorem, wężami i prądownicami;

była na stałe przytwierdzona do wewnętrznej ścianki skrzyni; do pompy był na stałe zamocowany wąż ssący oraz kolektor rozdzielczy z pięcioma wężami tłocznymi zakończonymi prądownicami;
- sprzęt odkażający:

odkażalnik był zasysany do pomp przez wąż ssący z beczki;
- środki ochronne;
- narzędzia i części zapasowe.